# フェア・パーク
フェア・パーク（Fair Park）は、アメリカ合衆国テキサス州ダラスにある公園および教育の複合施設。ダラスのダウンタウンのすぐ東に位置する。1936年に多くの建物がテキサス州制100周年記念博覧会のために建てられ、277-エーカー (112 ha)の敷地はダラス・ランドマークおよびアメリカ合衆国国定歴史建造物に指定されている。
米国企画協会により「グレート・プレイス」に指定されている。
園内にはフットボール場（コットン・ボウル）・博物館・コンサート場などさまざまな施設があり、毎年9月末から10月にかけて「ステート・フェア・オブ・テキサス」と呼ばれる祭典がここで開催される。

## 歴史
1886年、ステート・フェアのためにダラス東部郊外にフェアグラウンドとして設立した。1904年、火災およびフェア協会の財政難により、「リアドン・プラン」が承認された。「フェア・パーク」の名でダラス2番目の公立公園となった。
フェア・パークの開発で重要な役割を担ったのが、造園建築家で都市計画家のジョージ・ケスラーであった。1906年、都市美運動の影響を受け、最初の公式計画を提出した。都市美運動には都市を美化する計画的な公共空間、並木道、記念碑、公衆芸術、噴水などが推奨された。
1936年、テキサス州制100周年記念博覧会がフェア・パークで行なわれた。準備に6ヶ月をかけ、建築家ジョージ・ダールおよび顧問建築家ポール・クレットによりフェア・パークの様相は20世紀初頭のフェアグラウンドからアール・デコ調に劇的に変わった。多くの建物が博覧会のための一時的なものであったが、いくつかはそのまま残され、またいくつかはある程度修復された。何年もかけてフェア・パークは拡大を続け、現在の広さは277エーカー (112 ha)である。
1986年、博覧会関連の建物の現存する集合体で全米最大のものの1つとしてアメリカ合衆国国定歴史建造物に認定された。1988年、パークの管理者はダラス公園局となった。近年、文化的施設や毎年行われるイベントには推定500万人が訪れており、その多くが24日間開催されるステート・フェア・オブ・テキサスの来場者である。

### 修復および今後
現存するアール・デコの建物の多くが1936年当時の外観に修復され、現代の建築基準に合わせたものとなっている。2009年、DARTのライトレール開通を見越して歴史的パリー・アベニューの門が修復された。2000年に100周年ビルの4つのカメオの浮彫が、2004年に遊歩道の噴水の塔や彫刻6体が専門家による保存処理が行なわれた。いくつかの像は再建され、照明や噴水のショーに使用されている。
2003年、フェア・パーク総合開発計画はハーグリーブス・アソシエイツにより提案された。この計画には物理的敷地、公園計画、アクティビティ、資金調達方法、管理方法などが含まれていた。2006年、修繕および改善のために市債7,200万ドルが配分された。
2014年9月、マイク・ローリングス市長によりブルー・リボン特別委員会が任命され、フェア・パークの活性化の報告書を提出した。特別委員会による計画は非営利団体率いる官民共同体がステート・フェアを含むフェア・パークの再活性化を管理する権限を持つことが想定されている。設備計画や地域再活性化で国際的な経験のある建築家で都市計画を担当するアントニオ・ディ・マンブロは市長に特別委員会をフェア・パーク周辺の住民や出資者との意見交換の構成要素として使用することを薦めた。市長は特別委員会のプレゼンテーションにより、議会やフェア・パークの取締役会からフェア・パークの再生への熱意を感じたと語った.。
2015年3月、フェアは操業面積を狭める意見を押しのけた。『ダラス・モーニング・ニュース』紙の記者ロバート・ウィロンスキーの記事で引用された、2012年に閉館したテキサス自動車歴史博物館のスティーブン・ペイジが語ったところによると、市がフェア開催中にフェア・パーク内の建物のテナントの多くに明け渡しを要求したことがフェア・パーク衰退の主な要因となったとされ、市長の特別委員会の主要メンバーもフェアを大幅に縮小すべきと語った。
2015年11月18日、ダラス市議会はフェア・パークの管理を「DARTの父」ウォルト・ヒューマンが率いる非営利団体に任せるというローリングス市長の計画を審議した。市長の計画によると、敷地277エーカーは市が所有するが、非営利団体が敷地および資産を管理することとなる。2016年、非営利団体が管理するというローリングス市長の計画はダラス市議会の支援もなくダラス市法務官から否定された。

## 文化的地区
多くのダラスの文化的施設がフェア・パークを本拠地と呼んでいる。
ホール・オブ・ステート

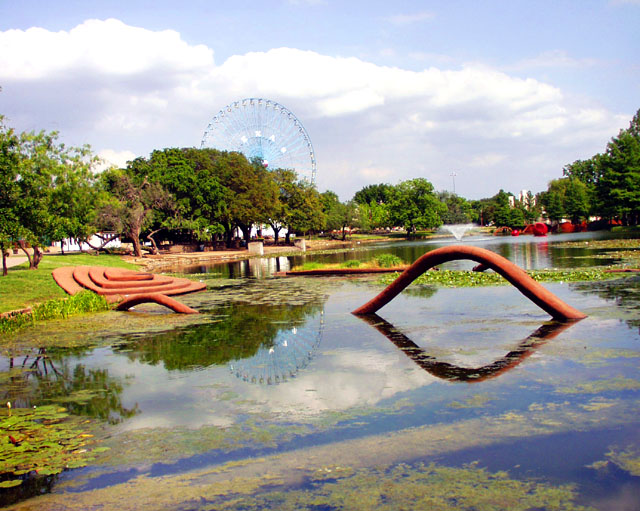
レオンハート・ラグーン

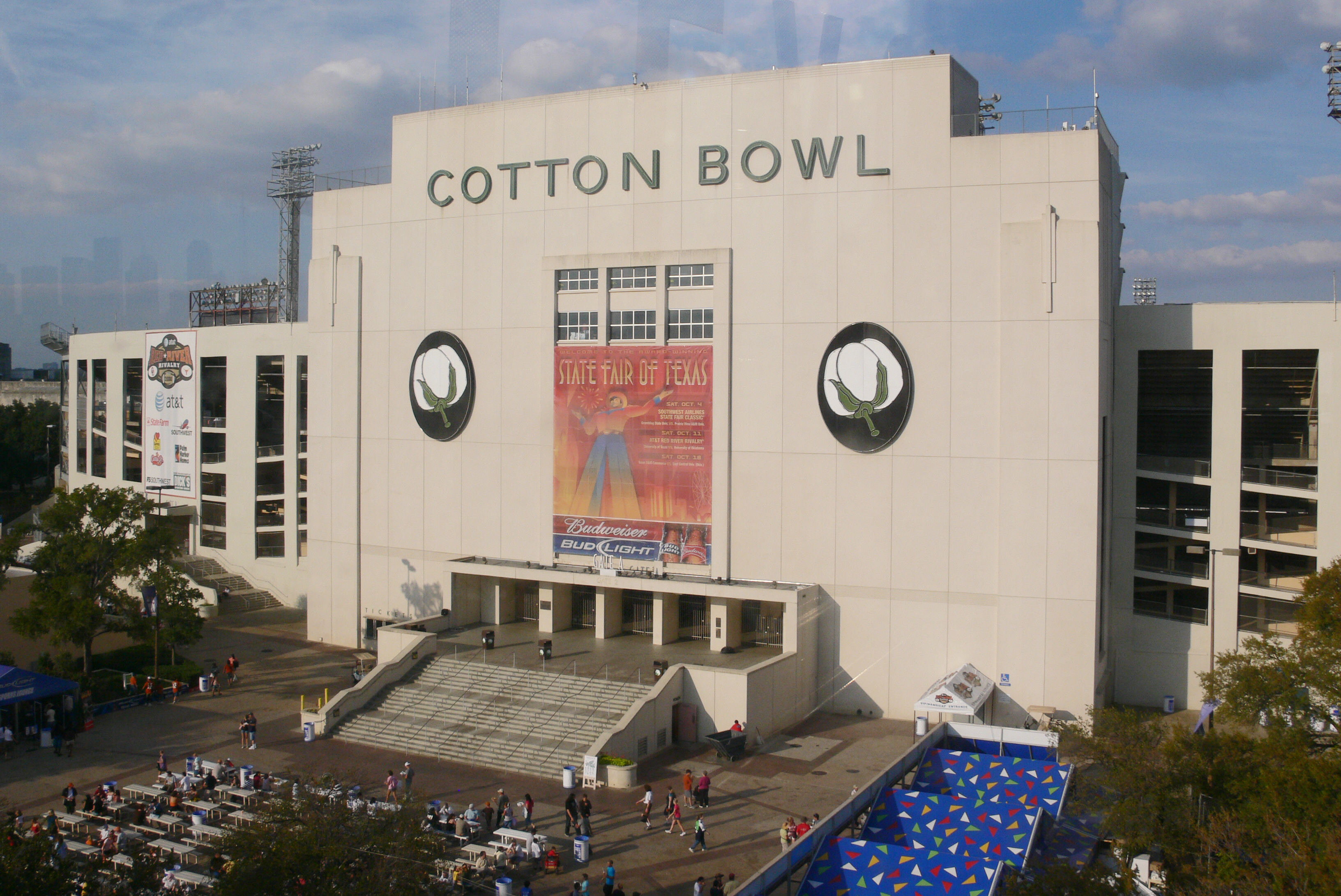
コットン・ボウル

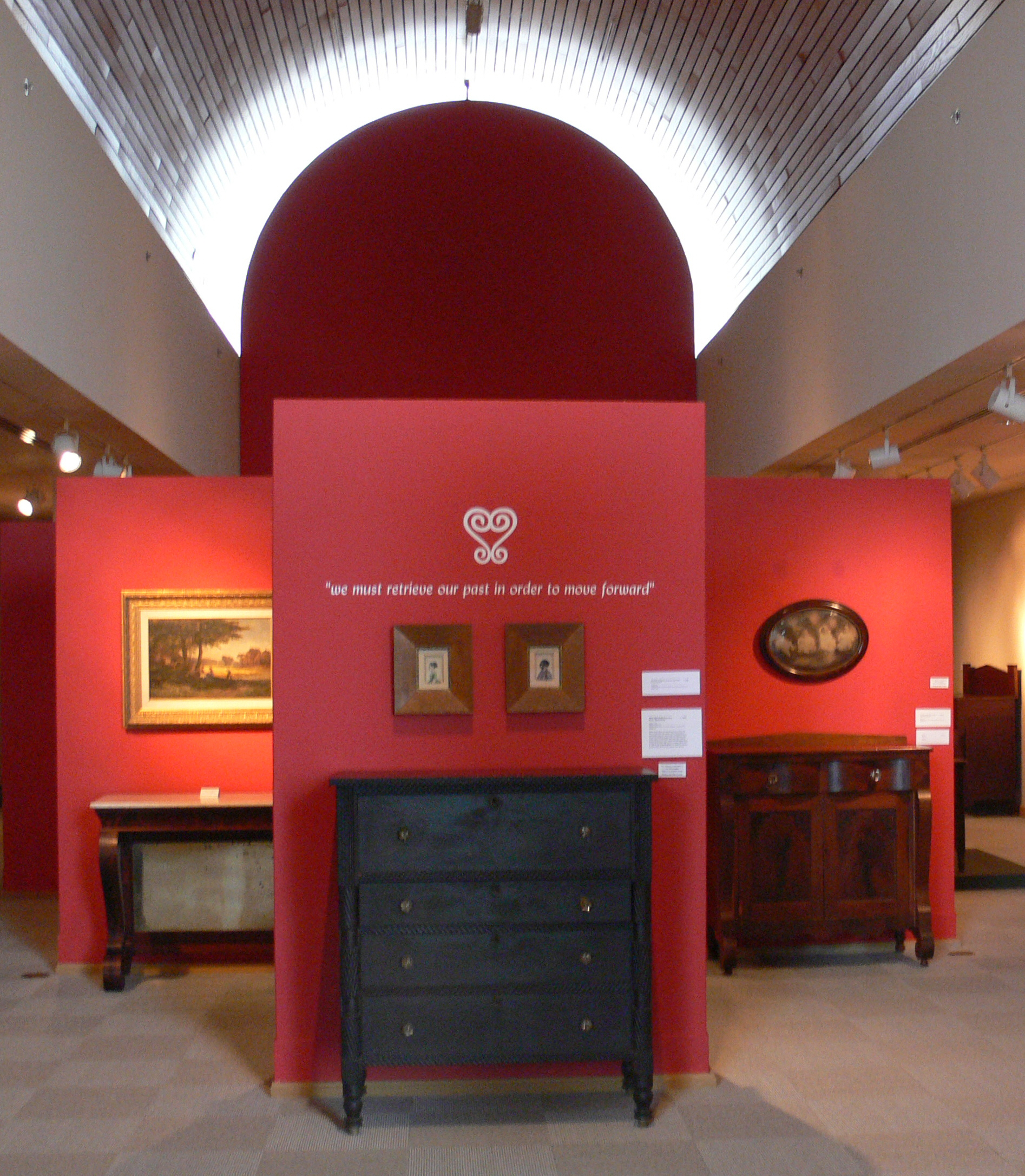
アフリカ系アメリカ人博物館

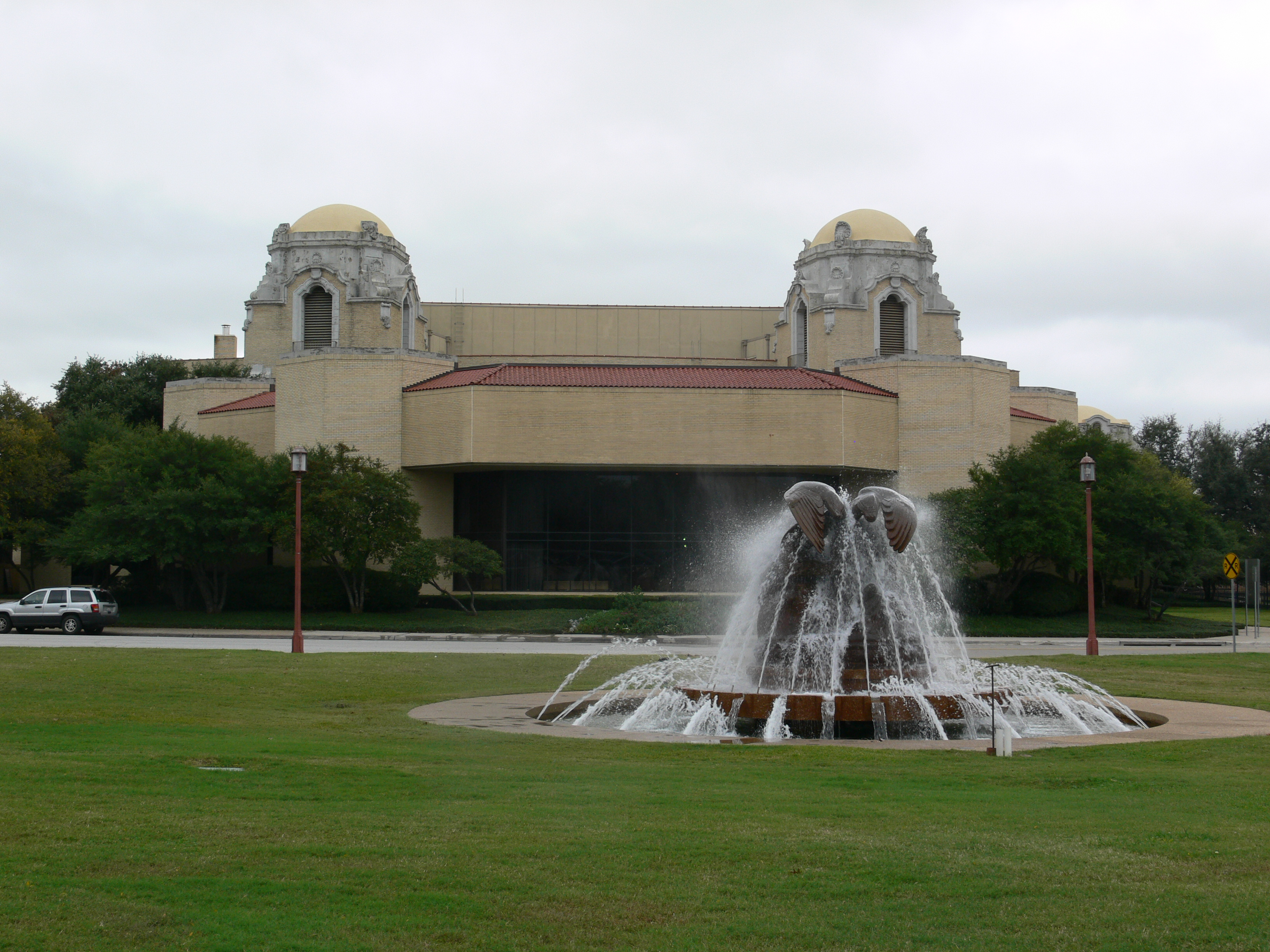
音楽堂

ダラス歴史協会が管理し、ダラスの歴史や文化の展示を行なう。
オールド・ミル・イン
テキサス州制100周年記念博覧会の建物でアール・デコでない数少ない建物の1つである。天然石や堅木で覆われ、製粉に関する展示館であった。近年は時期によってレストランとなる。
マグノリア・ラウンジおよび元ホール・オブ・リリジョン
1936年、ニューヨークの建築家のウィリアム・レスケイズによるあまり知られていない活動によりヨーロピアン・モダニズムがテキサス州にもたらされた。マグノリア石油会社のラウンジとして設計され、アール・デコによくある要素が含まれた。しかしこの建物の全体像はテキサス州制100周年記念博覧会の他の建物と大きく異なっている。
全米初の営利の地方劇団である「シアター47」の小規模な舞台であるマーゴ・ジョーンズ・シアターはアメリカの地方劇団を活性化させたマーゴ・ジョーンズに敬意を表したものであった。マグノリア・ラウンジに隣接して旧ホール・オブ・リリジョンがある。
アフリカ系アメリカ人博物館
Texas Centennial Exposition's Hall of Negro Lifeと同じ場所に位置している。ロメア・ベアダン、ジェイコブ・ローレンス、ラリー・D・アレキサンダー、ジョン・T・ビガーズ、クレメンタイン・ハンター、ベニー・アンドリュース、エドワード・ミッチェル・バニスター、アーセロ・ベックなど高評価を受けるアフリカ系アメリカ人芸術家の作品が常設展示されている。
レオンハート・ラグーン
ジョージ・ダールはミッドウェイの南の静寂の池の周りに非公式であるが将来的に文化的施設が建てられることを見越し、テキサス州制100周年記念博覧会の来場者たちにその喧噪とは対照的な平和的で自然主義的な雰囲気を提供した。
1981年、パトリシア・ジョハンソンは激しく劣化した池の再設計および修復を依頼された。1986年に再開して以降、再設計された池は大規模な大地の彫刻、初期のバイオレメディエーションの一例として知られている。
ペロー自然科学博物館
ペロー自然科学博物館はラグーンの周りにサイエンス・プレイスを含む2つの建物、WRRビルの隣にプラネタリウムを所有していたが、2012年12月、その業務のほとんどをヴィクトリー・パークの新たなペロー・キャンパスに移行した。旧歴史館はペロー博物館の2つめのキャンパスとして週末のみ開業している。フェア・パーク内のIMAXの映画館、プラネタリウムは閉館した。
かつて自然歴史博物館の一部であった歴史館は巨大な長方形の箱型のテキサス州制100周年記念博覧会のための建物であった。入口には装飾されたアルミの方立のある3つの垂直の窓が特徴である。側面には対となる貝をモチーフにした柱頭を持つ付柱がある。他の部分は石灰岩で覆われている。1988年、北東の角が掘り返され、一連のテラスが作られた。
フェア・パーク・バンド・シェル
野外音楽堂の漆喰の門は基本的にアール・デコ様式になっている。鉄筋コンクリート製の舞台裏の建物にはストリームライン・モダン様式が見られる。照明の鉄塔が傾斜のある5,000席の円形劇場の周りを囲んでいる。
テキサス・ディスカバリー・ガーデンズ
テキサス州制100周年記念博覧会の際は園芸ビルであった。以降、ミニマリズムのガラス張りのブラクリー温室を含む屋外の修復や増設が行なわれている。メインの建物の裏のガーデンはポートランド・セメント会社が博覧会のために建てたモデル・ホームがある。
コットン・ボウル
1930年、コットン・ボウルの球場が建てられ、当時「フェア・パーク・スタジアム」として知られていた。その後、複数の増設により収容人数は92,200となった。1937年から2009年、カレッジフットボールのボウル・ゲームであるコットン・ボウル・クラシックが開催されていた。ステート・フェア期間中、グランブリング州立大学とプレイリー・ヴュウA&M大学が対戦するステート・フェア・クラシックと共に、オクラホマ大学とテキサス大学オースティン校が対戦するレッド・リバー・シュートアウトが行なわれる。1960年からダラス・カウボーイズの最初の本拠地でもあり、1971年にテキサス州アーヴィングのテキサス・スタジアムに移行した。
ミュージック・ホール・アット・フェア・パーク
スパニッシュ・コロニアル・リバイバル様式で建てられたミュージック・ホールはテキサス州制100周年記念博覧会開催中はゼネラルモーターズ・ビルであった。1972年、大幅な改修が行なわれた。2009年までダラス・オペラの本拠地で、現在ダラス・サマー・ミュージカルの本拠地となっている。
ウィメンズ・ビルディング
1910年、コロッセオとして建てられた。テキサス州制100周年記念博覧会のためにアール・デコ様式に建て替えられ、ホール・オブ・アドミニストレーションとして知られていた。2000年から2011年、ウィメンズ・ミュージアムとして操業していたが、現在は特別なイベントや展示会にのみ使用されている。

## ミッドウェイ他

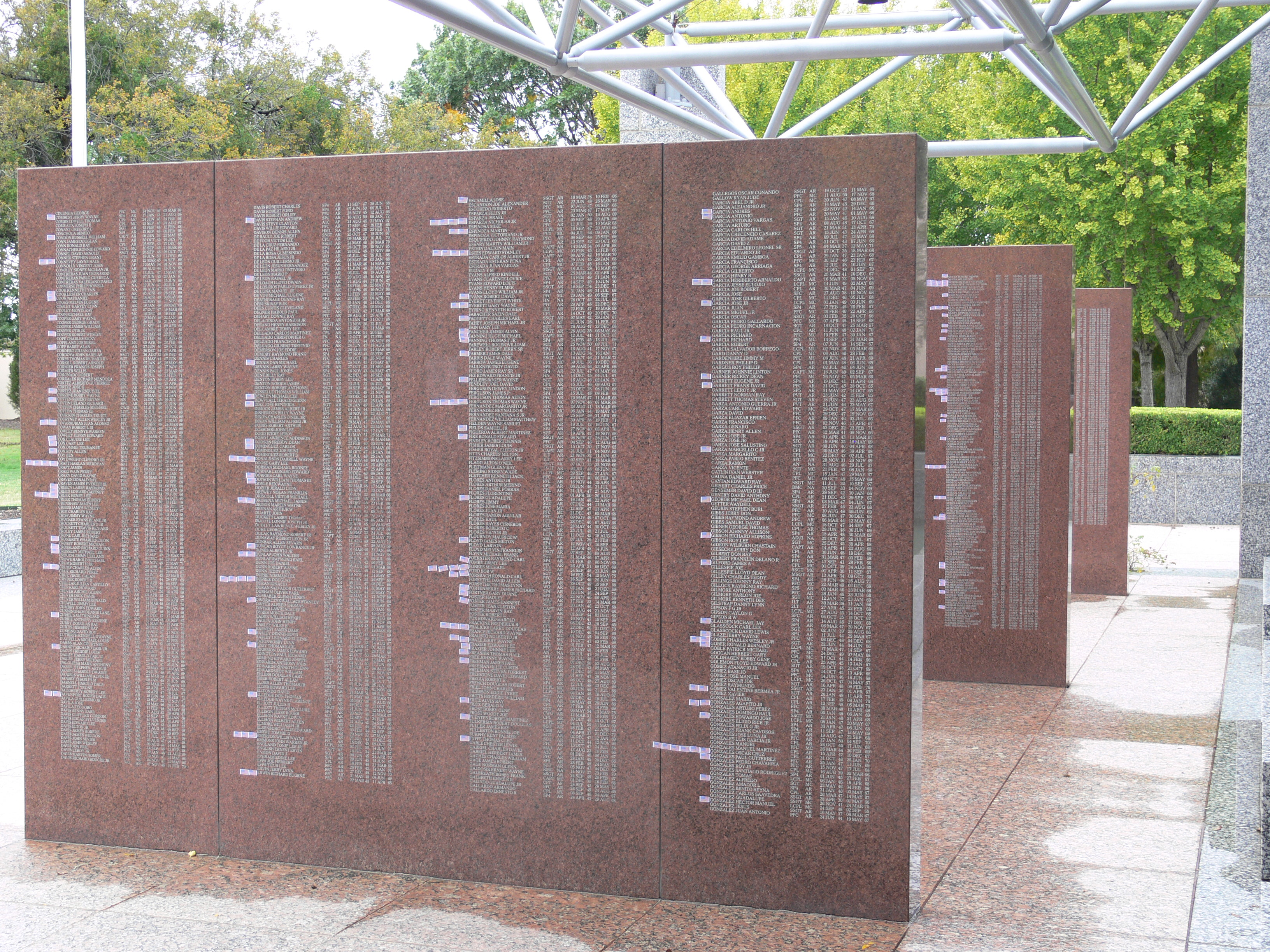
テキサス州ベトナム記念碑

- 1985年、テキサス・スターが開業し、北米で4番目に最大の観覧車となっている[27]。
- 政治的内紛、訴訟、地域の不安の中、スタープレックス・アンフィシアター(別名スミルノフ・ミュージック・センター、コカ・コーラ・スタープレックス、ゲクサ・エナジー・パビリオン、ドス・エキス・パビリオン)が建てられた。公園局の元メンバーであるジム・グラハムは市とPACEエンタテイメントとの契約を疑っていた[28]。
- 2007年、来場者を乗せて地上65フィート (20 m)を3分の1マイル(530m)を移動するアール・デコ様式のゴンドラのテキサス・スカイウェイが開業した[29]。1956年から1964年までは、アメリカ合衆国初となる商業用モノレール「トレイルブレイザー」が運行されていた。モノレール自体は解体撤去されたが、車両はテキサス州ウィルズ・ポイントにて、住居に改装されて残っている。
- 2013年、500-フート (150 m)の展望台であるトップ・オブ・テキサス・タワーが開業した[30]。最終的にタワーの土台にはステート・フェアやテキサス州制100周年記念博覧会に特化した博物館ができるという説もある[31]。タワーには1,200万ドル以上をかけてサマー・アドベンチャーズの目玉となるべく乗り物を制作したがうまくいかなかった[32]。毎年開催の予定であったサマー・アドベンチャーズは3千万ドルも投資されたにもかかわらず、1年で終了した[33]。
- フェア・パークはテキサス州ベトナム記念碑を展示している。

## 定期開催のイベント

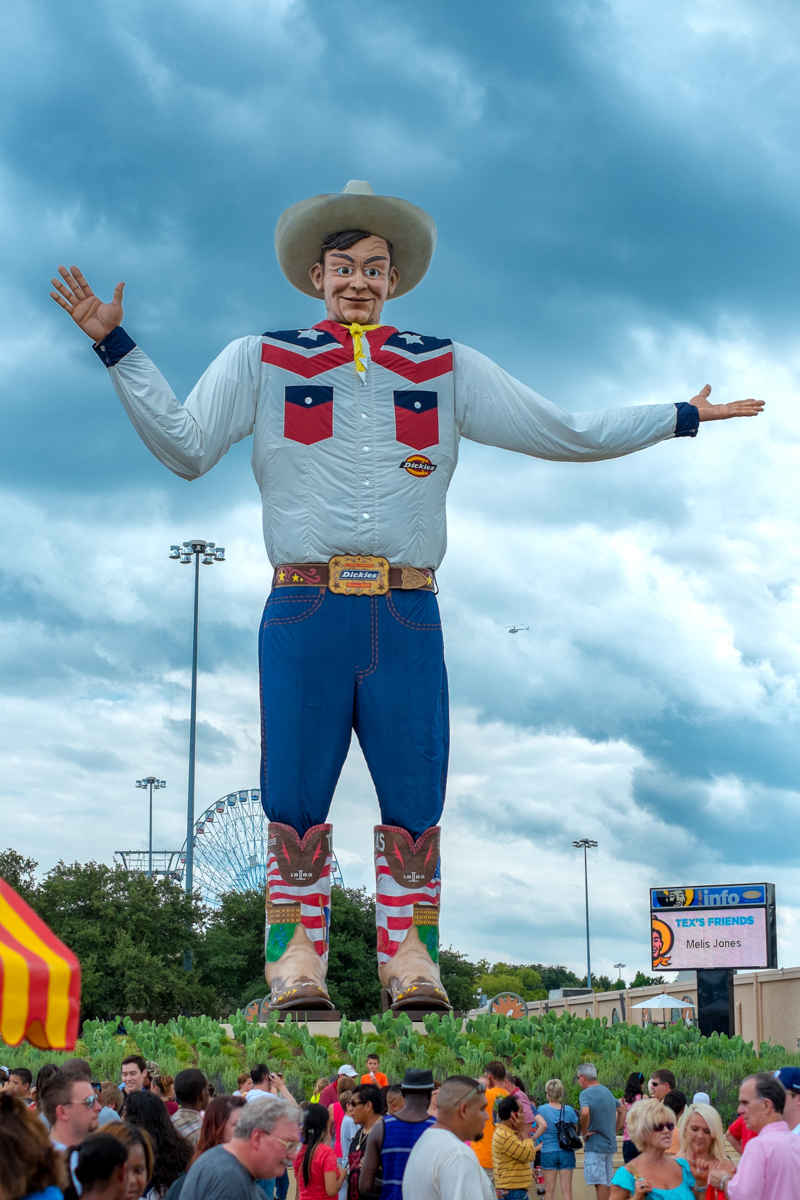
2013年のビッグ・テックス

- フェア・パークの最も特徴的なイベントは、1886年から毎年開催されるステート・フェア・オブ・テキサスである。毎年9月最終金曜日から10月第3日曜日までの24日間開催されている。

### サマー・アドベンチャーズ・イン・フェア・パーク(旧サマー・プレイス・パーク)
- 2012年にステート・フェアはサマー・プレイス・パークの開業を予定していた[34]。結局2013年5月から8月にビーチをテーマにした遊園地サマー・アドベンチャーズ・イン・フェア・パークを操業することとなった。3千万ドルも投資されたにもかかわらず、1年で終了した[33][35]。

### その他のイベント
- 毎年3月の第1週末にノース・テキサス・アイリッシュ・フェスティバルが開催される。
- 毎年4月にアースデイ・テキサスが開催される[36]。
- 毎年7月4日、独立記念日を祝うフェア・パーク・フォースが開催される。

## 他の著名な出来事
- 1961年、ミュージカル映画『ステート・フェア』がフェア・パークで撮影された。
- 1990年3月8日、フェア・パークの自動車ビルにて任天堂世界選手権が開催された。
- 2013年12月、シャネル・パリ・ダラスの秋物コレクションのショーが開催された。
- 2021年1月、ダラス郡保健福祉局が運営する新型コロナウイルス感染症の大規模なワクチン接種会場となった[37]。FEMAも充分なサービルを受けていない郵便番号区分17カ所の住民のためにワクチン接種会場を開業した[38]。

### フォーミュラ1
1984年7月、フェア・パーク敷地内の道路を利用した臨時サーキットでF1アメリカGP（しばしばダラスGPと呼称）が開催された。開催した際に35度を超える猛暑の中、路面が荒れて滑りやすくなった。コントロールを失い、コンクリートウォールに突っ込むマシンが続出するという大荒れのレースとなった。出走25台のうち完走したのは8台で、13台がマシントラブルを除くアクシデントによるリタイヤであった。このイベントはダラスが「世界級の都市」であることを証明する意図があったがうまくいかなかった。結局、ダラスGPの開催はこの1回のみとなった。
この様な状況の中で、優勝したのはウィリアムズ・ホンダのケケ・ロズベルグで、第2期ホンダの復帰後初勝利を飾った。
同時期、Can-Amも開催された。
1988年5月、異なるコースでトランサム・シリーズ・レースが開催された。

## 交通手段
- ダラスの東西を繋ぐ主要な州間高速道路30号線から容易に行くことができる。
- DARTのバスで行くことができる。
- DARTのグリーンラインがフェア・パークに接続しており、ダウンタウンから南東部にフェア・パーク駅やMLKジュニア駅を繋いでいる。ステート・フェア期間中、DARTは特別イベントダイヤとしてレッドラインとブルーラインからフェア・パーク駅に繋がる[39]。

## 教育
Irma Rangel Young Women's Leadership Schoolがフェア・パーク内に位置する。